# Mord w Starym Lipowcu
Mord w Starym Lipowcu – mord dokonany przez okupantów niemieckich 5 stycznia 1943 roku na 6 mieszkańcach Starego Lipowca i Aleksandrowa oraz ukrywanej przez część z nich Żydówce Icie Bechter.

## Geneza i przebieg zbrodni
Podczas okupacji niemieckiej rodzina Kusiaków mieszkała w swoim gospodarstwie na obrzeżach Starego Lipowca. Udzielili tam schronienia zbiegłej z getta Icie Bechter, młodej Żydówce, córce piekarza z Biłgoraja. W późniejszym czasie Bechter została schwytana przez Niemców i poddana torturom wyjawiła nazwiska osób, które udzieliły jej pomocy. Następnie 5 stycznia 1943 roku Ita Bechter została przetransportowana do Starego Lipowca. Żandarmi otoczyli teren posesji Kusiaków i zastrzelili Romana Kusiaka i jego kolegę Jana Zarębę, którzy próbowali uciec. Ich ciała zostały przerzucone przez próg domu, który następnie został podpalony. Znajdujące się wówczas w środku domu osoby zostały zastrzelone. Byli to gospodyni Anastazja Kusiak, jej syn Franciszek oraz dwóch gości: Katarzyna Rybak, oraz Katarzyna Grochowicz.

## Upamiętnienie
8 października 2020 r. w Starym Lipowcu odbyła się uroczystość odsłonięcia tablicy upamiętniającej osoby, które zginęły za niesienie pomocy Żydom podczas okupacji niemieckiej. W wydarzeniu wzięła udział wiceminister kultury i dziedzictwa narodowego Magdalena Gawin, dyrektor Instytutu Pileckiego Wojciech Kozłowski, przedstawiciele lokalnych władz, potomkowie zamordowanych oraz członkowie lokalnej społeczności. Uroczystość była częścią projektu Zawołani po imieniu realizowanego przez Instytut Pileckiego.